# Tillabéri
Tillabéri (auch: Tillabéry) ist die Hauptstadt der gleichnamigen Region Tillabéri in Niger. Sie hat rund 48.000 Einwohner.

## Geographie

### Lage und Stadtgliederung

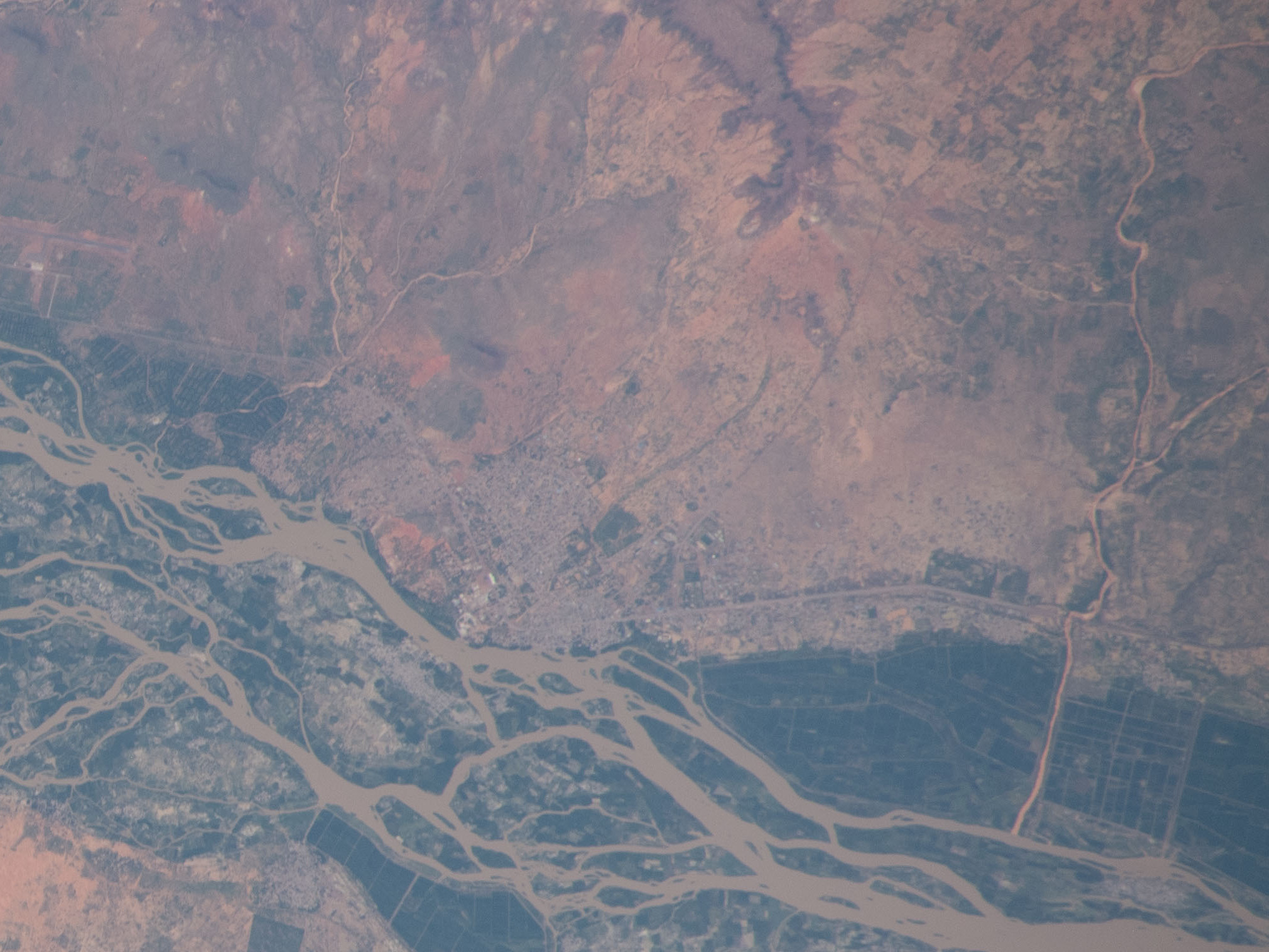
Satellitenbild von Tillabéri (2020)

Tillabéri liegt in der Sahelzone am Fluss Niger, rund 120 Kilometer von der Hauptstadt Niamey entfernt. Die Nachbargemeinden sind Sinder im Norden, Sakoïra im Osten, Kourteye im Süden und Gothèye im Westen.
Die Gemeinde besteht aus einem urbanen und einem ländlichen Gemeindegebiet. Das urbane Gemeindegebiet ist in 10 Stadtviertel gegliedert. Diese heißen Bagdad, Camp des Gardes, Gandatché, Inspection Communale, Kabia, Kabia Kara Mabow, Koira Tégui, Madina, Toula und Zongo. Bei den Siedlungen im ländlichen Gemeindegebiet handelt es sich um 12 Dörfer und 25 Weiler.
Die städtebaulichen Hauptachsen, an denen sich das öffentliche Leben konzentriert, sind die Durchfahrtsstraße N1 zwischen Niamey und Mali sowie das Flussufer. Nördlich des Stadtzentrums von Tillabéri („Groß-Tilla“) liegt Tillakaïna („Klein-Tilla“), die schon im 19. Jahrhundert einem gemeinsamen Ortschef unterstanden.

### Klima
In Tillabéri herrscht trockenes Wüstenklima vor. Die synoptische Wetterstation im Stadtzentrum liegt auf 209 m Höhe und wurde 1923 in Betrieb genommen.
|                       | Jan  | Feb  | Mär  | Apr  | Mai  | Jun  | Jul   | Aug   | Sep  | Okt  | Nov  | Dez  |   |       |
| Mittl. Tagesmax. (°C) | 32,3 | 35,6 | 38,9 | 41,4 | 41,5 | 38,8 | 35,4  | 33,7  | 35,6 | 38,4 | 36,4 | 33,0 | ⌀ | 36,7  |
| Mittl. Tagesmin. (°C) | 15,2 | 17,2 | 20,9 | 23,3 | 25,5 | 24,2 | 22,5  | 21,7  | 22,6 | 22,0 | 18,1 | 15,7 | ⌀ | 20,8  |
|                       |      |      |      |      |      |      |       |       |      |      |      |      |   |       |
| Niederschlag (mm)     | 0,0  | 0,0  | 2,3  | 5,6  | 16,6 | 46,8 | 102,7 | 143,1 | 69,9 | 10,8 | 0,0  | 0,0  | Σ | 397,8 |
|                       |      |      |      |      |      |      |       |       |      |      |      |      |   |       |
| Sonnenstunden (h/d)   | 9,2  | 9,3  | 8,7  | 8,2  | 8,8  | 8,5  | 8,0   | 7,6   | 8,3  | 9,0  | 9,3  | 9,0  | ⌀ | 8,7   |
|                       |      |      |      |      |      |      |       |       |      |      |      |      |   |       |
| Regentage (d)         | 0    | 0    | 0    | 1    | 2    | 5    | 9     | 10    | 6    | 0    | 0    | 0    | Σ | 33    |
|                       |      |      |      |      |      |      |       |       |      |      |      |      |   |       |
| Luftfeuchtigkeit (%)  | 22   | 20   | 25   | 28   | 43   | 53   | 65    | 76    | 71   | 47   | 32   | 28   | ⌀ | 42,6  |

| 15,2 |

| 17,2 |

| 20,9 |

| 23,3 |

| 25,5 |

| 24,2 |

| 22,5 |

| 21,7 |

| 22,6 |

| 22,0 |

| 18,1 |

| 15,7 |

| 15,2 |

| 17,2 |

| 20,9 |

| 23,3 |

| 25,5 |

| 24,2 |

| 22,5 |

| 21,7 |

| 22,6 |

| 22,0 |

| 18,1 |

| 15,7 |

### Natur
Ein Eukalyptenwäldchen beim Dorf Daïkaïna südöstlich des Stadtzentrums ist unter der Bezeichnung Tillabéri roost als etwa acht Hektar große Important Bird Area klassifiziert. Im Nordosten des ländlichen Gemeindegebiets erstreckt sich der 60 Hektar große See Mare de Mari, an dem ebenfalls zahlreiche Vogelarten beobachtet wurden.

## Geschichte

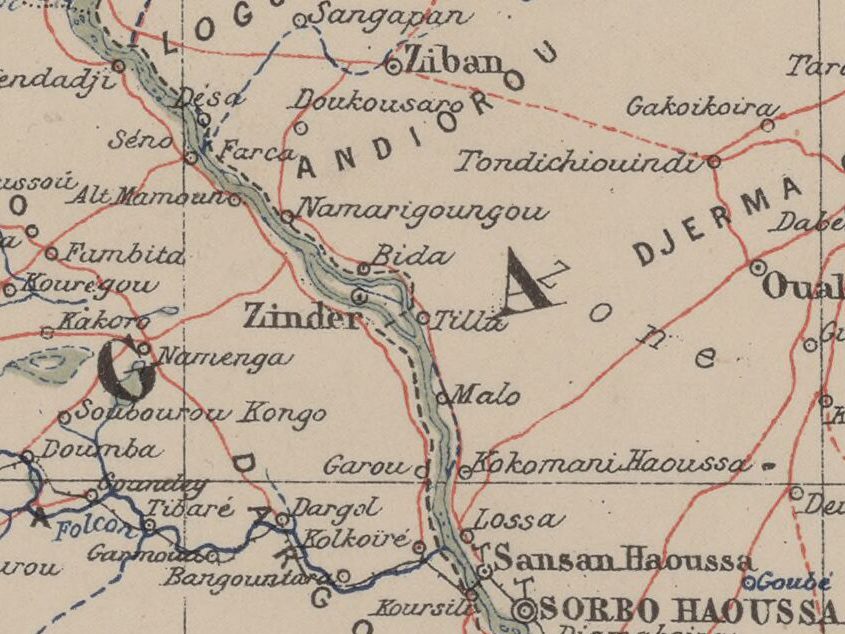
Ausschnitt einer Karte von 1903 mit Tillabéri (Tilla) im Zentrum

Tillabéri wurde um 1810 von einem Songhai namens Songantcha Yacouba gegründet. Das Gebiet von Tillabéri kam an der Wende vom 19. zum 20. Jahrhundert unter französische Militärverwaltung. Der Ort wurde 1908 Verwaltungssitz eines Kreises im Militärterritorium Niger, der sich über die späteren Departements Tillabéri und Téra erstreckte und zuvor ab 1900 von Sinder und ab 1901 von Doulsou aus verwaltet wurde. Die Franzosen richteten 1915 die erste Schule im Ort ein. Die 374 Kilometer lange Piste von Tillabéri nach Gaya galt in den 1920er Jahren als einer der Hauptverkehrswege in der französischen Kolonie Niger. Sie war bis Niamey in der Trockenzeit mit Automobilen befahrbar. Das französische Übersee-Forschungsinstitut Office de la Recherche Scientifique et Technique Outre-Mer (ORSTOM) betrieb in Tillabéri zwei geomagnetische Stationen, die zu einem Netzwerk von mehreren hundert ORSTOM-Stationen in Westafrika gehörten, an denen in den 1950er Jahren geomagnetische Messungen vorgenommen wurden.
Tillabéri erhielt 1988 gemeinsam mit neun weiteren nigrischen Orten den Status einer eigenständigen Gemeinde. Bis dahin hatte es landesweit zwölf Gemeinden gegeben. Bei Überschwemmungen im Jahr 2008 wurden über 140 Häuser zerstört und 180 Felder überflutet. Knapp 1900 Einwohner galten als unmittelbar betroffen.

## Bevölkerung

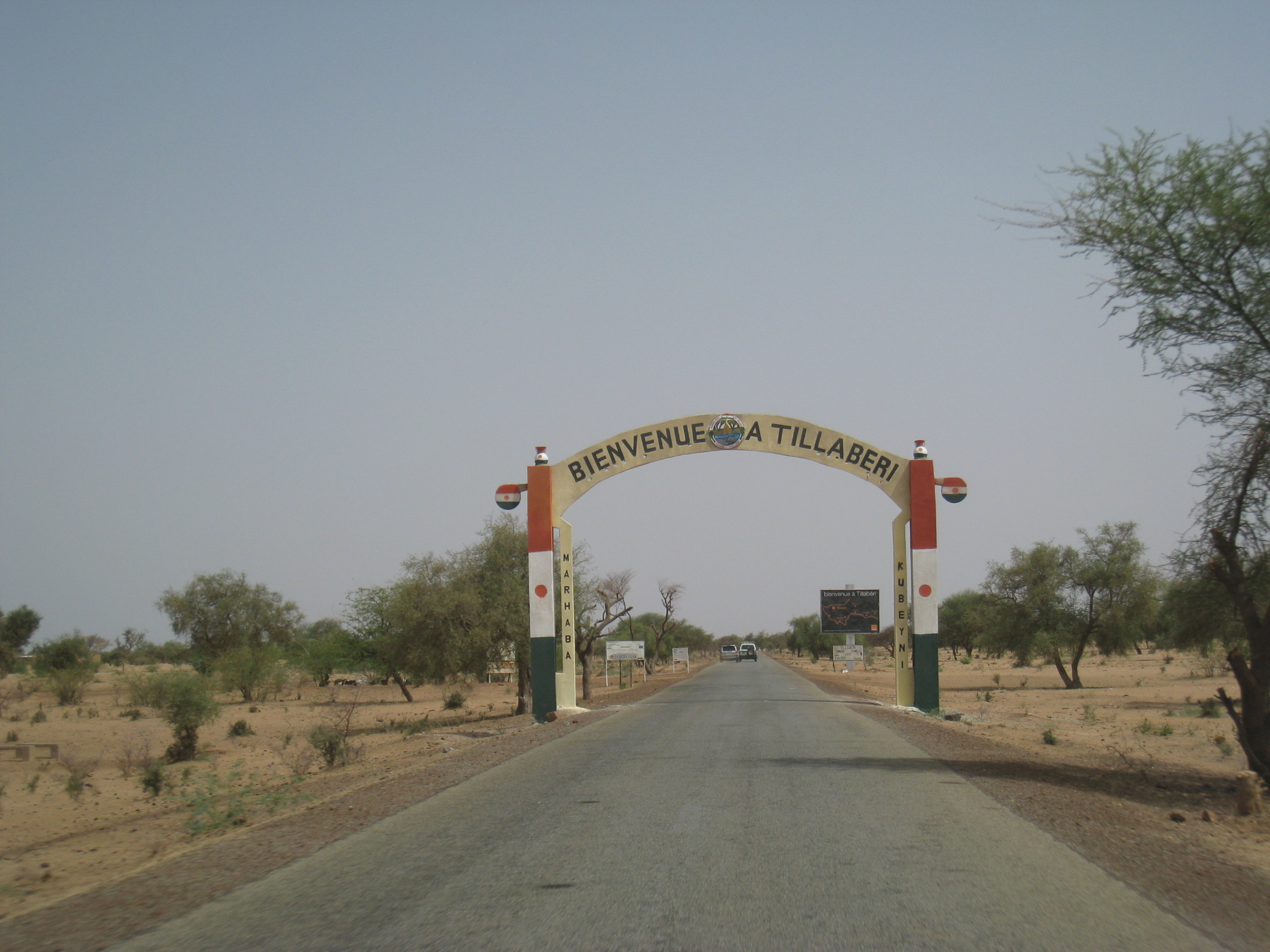
Stadteinfahrt mit französischem Schriftzug Bienvenue à Tillabéri („Willkommen in Tillabéri“) (2009)

Bei der Volkszählung 2012 hatte die Stadtgemeinde 47.678 Einwohner, die in 6782 Haushalten lebten. Bei der Volkszählung 2001 betrug die Einwohnerzahl 37.780 in 5289 Haushalten.
Das urbane Gemeindegebiet hatte bei der Volkszählung 2012 22.774 Einwohner in 3416 Haushalten, bei der Volkszählung 2001 16.683 in 2514 Haushalten und bei der Volkszählung 1988 8381 in 1225 Haushalten. Bei der Volkszählung 1977 waren es 5270 Einwohner.
Tillabéri zählt zu den Hauptsiedlungsgebieten der Songhai in Niger, neben der Gemeinde Méhana und dem Dorf Wanzerbé im Gemeindegebiet von Gorouol.

## Politik und Justiz
Der Gemeinderat (conseil municipal) hat 15 gewählte Mitglieder. Mit den Kommunalwahlen 2020 sind die Sitze im Gemeinderat wie folgt verteilt: 7 MNSD-Nassara, 3 MODEN-FA Lumana Africa, 2 MPR-Jamhuriya, 2 PNDS-Tarayya und 1 RPP-Farilla.
Jeweils ein traditioneller Ortsvorsteher (chef traditionnel) steht an der Spitze von acht Dörfern in der Gemeinde.
Tillabéri ist der Sitz eines Tribunal de Grande Instance, eines der landesweit zehn Zivilgerichte der ersten Instanz. Es gibt zwei Gefängnisse in der Stadt: Die Haftanstalt Tillabéri hat eine Aufnahmekapazität von 150 Insassen und das Zentrum für berufliche Wiedereingliederung Daïkaïna eine solche von 300 Insassen.

## Kultur und Sehenswürdigkeiten

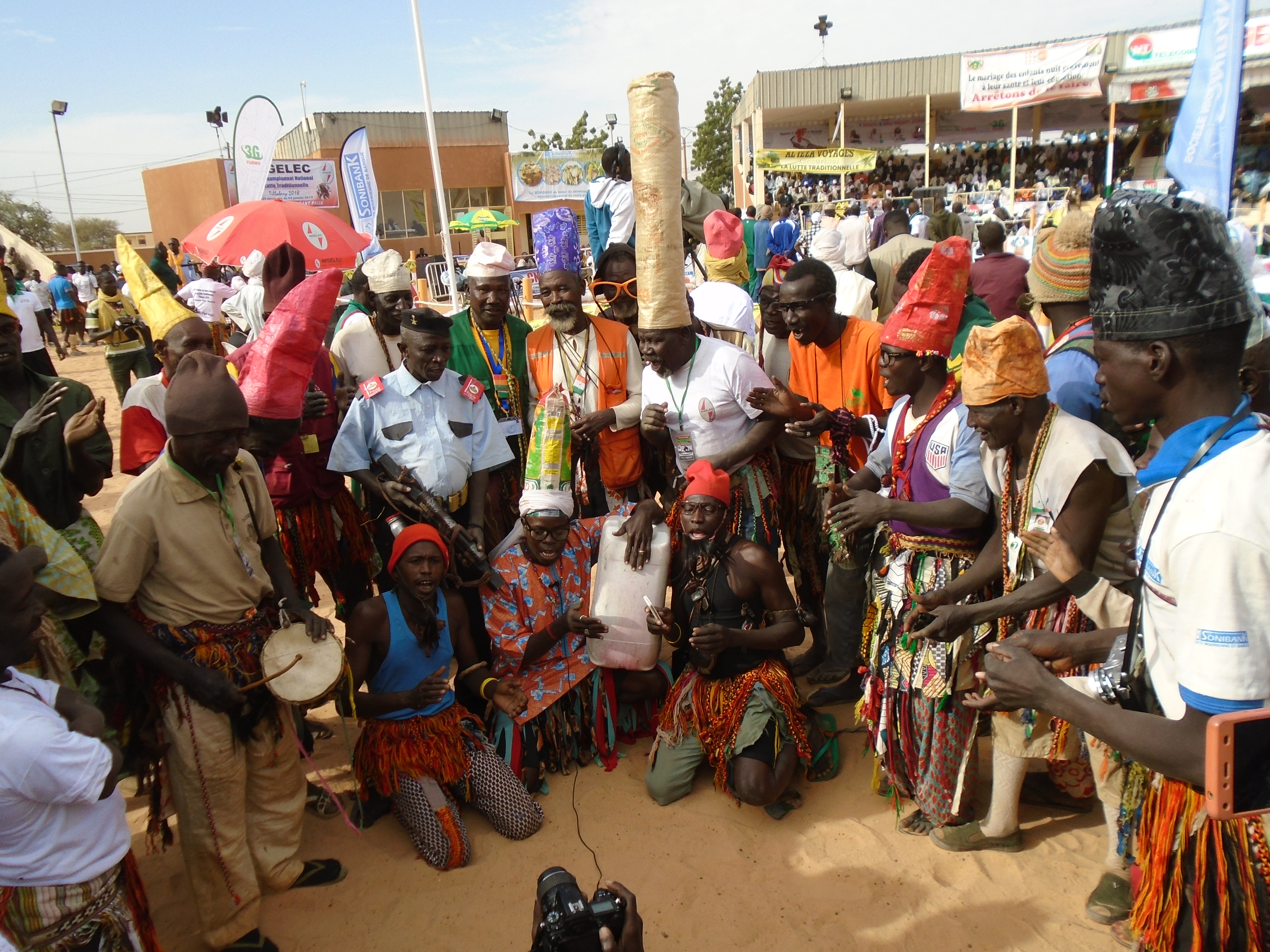
Rituale bei einer Kampfsportveranstaltung in Tillabéri (2019)

Die Stadtgemeinde betreibt zwei Kulturzentren, die Maison de la Culture Tinguizi Mabo und eine neuere, 2008 eröffnete Maison de la Culture. Es gibt eine öffentliche Bibliothek und mehrere städtische Sportanlagen. Am Sitz des Gouverneurs befindet sich eine Skulptur des Bildhauers Issoufou Lankondé, die eine Frau aus Zarmaganda darstellt.

## Wirtschaft und Infrastruktur

### Wirtschaft
Der Markttag ist Sonntag. Es gibt eine Lebensmittelmarkt und einen Viehmarkt, beide sind an der Durchfahrtsstraße gelegen. In Tillabéri sind ein Postamt und ein Hotel, jedoch keine Banken vorhanden. Traditionell ist die Stadt nebst Umgebung bekannt für lokalen Reisanbau.

### Gesundheit und Bildung

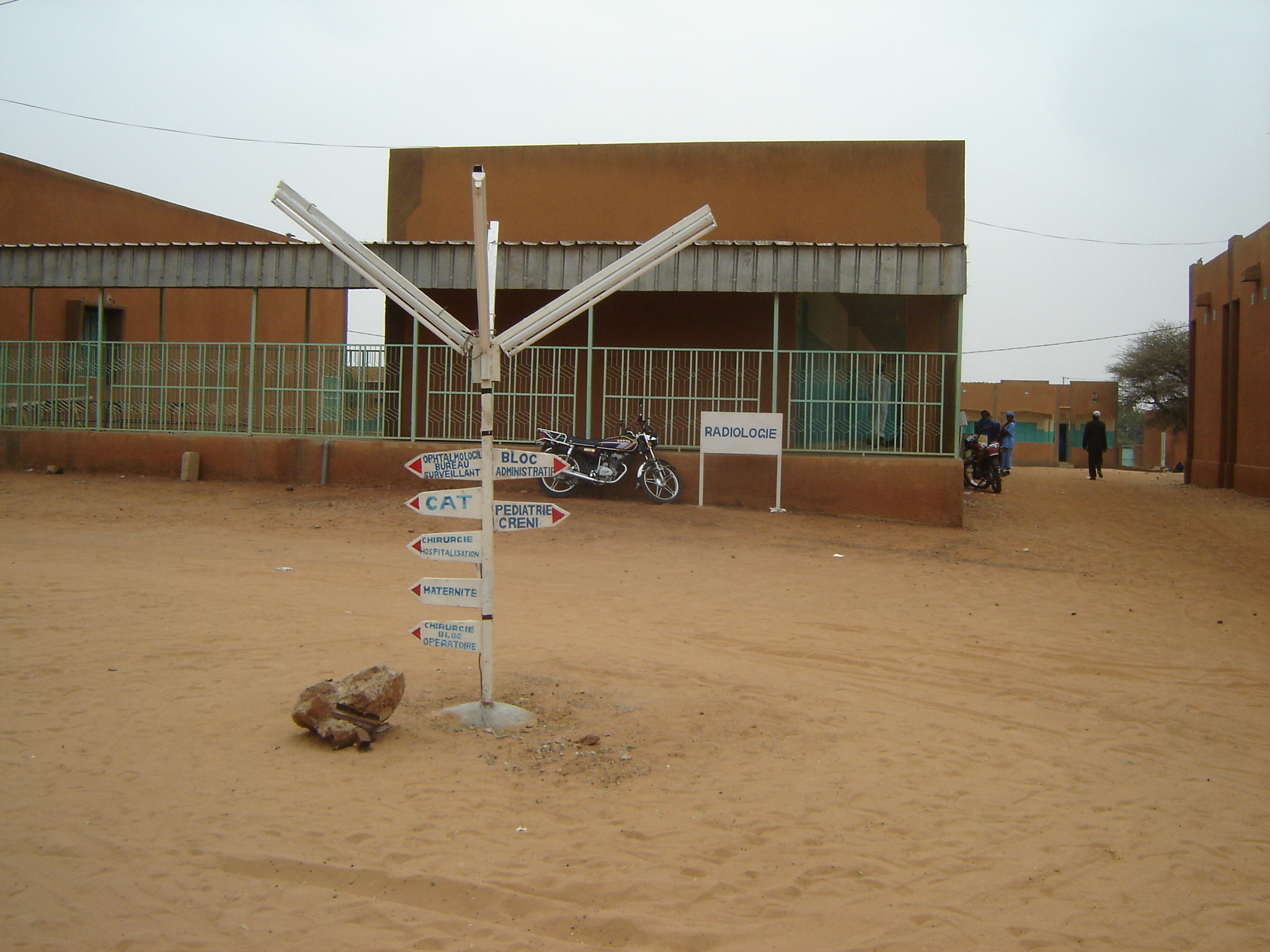
Wegweiser im Distriktkrankenhaus von Tillabéri (2009)

Im Stadtzentrum sind ein Distriktkrankenhaus und mehrere Gesundheitszentren des Typs Centre de Santé Intégré (CSI) vorhanden. Weitere Gesundheitszentren dieses Typs im ländlichen Raum gibt es in den Siedlungen Daïkaïna und Mari.

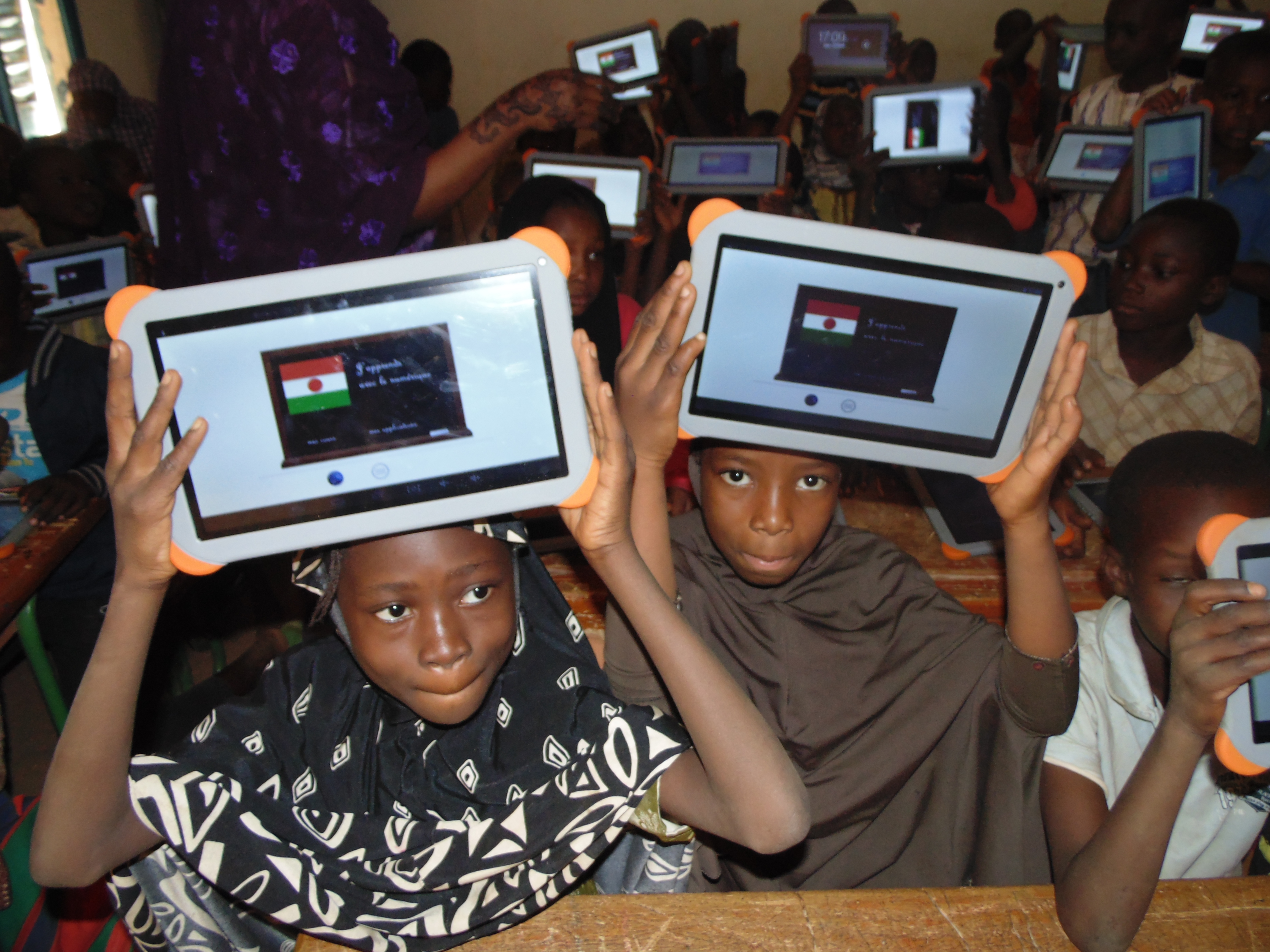
Eine Schulklasse in Tillabéri (2016)

Die staatliche Boubacar-Ba-Universität Tillabéri mit einem Schwerpunkt auf Nutzpflanzenwissenschaft und Ernährung wurde 2014 gegründet. Die traditionsreiche Lehrerbildungsanstalt Ecole Normale d’Instituteurs Tanimoune besteht seit dem Jahr 1959. In Tillabéri befindet sich ein Stützpunkt des staatlichen agronomischen Forschungsinstituts Institut National de Recherches Agronomiques du Niger (INRAN).
Allgemein bildende Schulen der Sekundarstufe sind der CEG 1 Tillabéri und der im Dorf Daïbéri gelegene CEG Daïbéri sowie der CES Tillabéri und der CES FA Tillabéri. Das Kürzel CEG steht für Collège d’Enseignement Général und das Kürzel CES für Collège d’Enseignement Secondaire. Als CES FA wird ein Collège d’Enseignement Secondaire des Typs Franco-Arabe bezeichnet, das einen Schwerpunkt auf die arabische zusätzlich zur französischen Sprache aufweist. Beim Collège d’Enseignement Technique de Tillabéri (CET Tillabéri) handelt es sich um eine technische Fachschule. Das Berufsausbildungszentrum Centre de Formation Professionnelle et Technique de Tillabéri (CFPT Tillabéri) bietet Lehrgänge in Ackerbau, Metallbau, Bauingenieurwesen, Computerwartung, Tischlerei und Automechanik an. Am Institut Supérieur des Professionnels de Santé (ISPS) werden verschiedene Ausbildungen zu Gesundheitsberufen angeboten.
Im Jahr 2010 gab es in Tillabéri 34 Grundschulen, darunter eine Privatschule. Auf einen Grundschullehrer kamen durchschnittlich 23 Schüler (landesweit 39).

### Verkehr

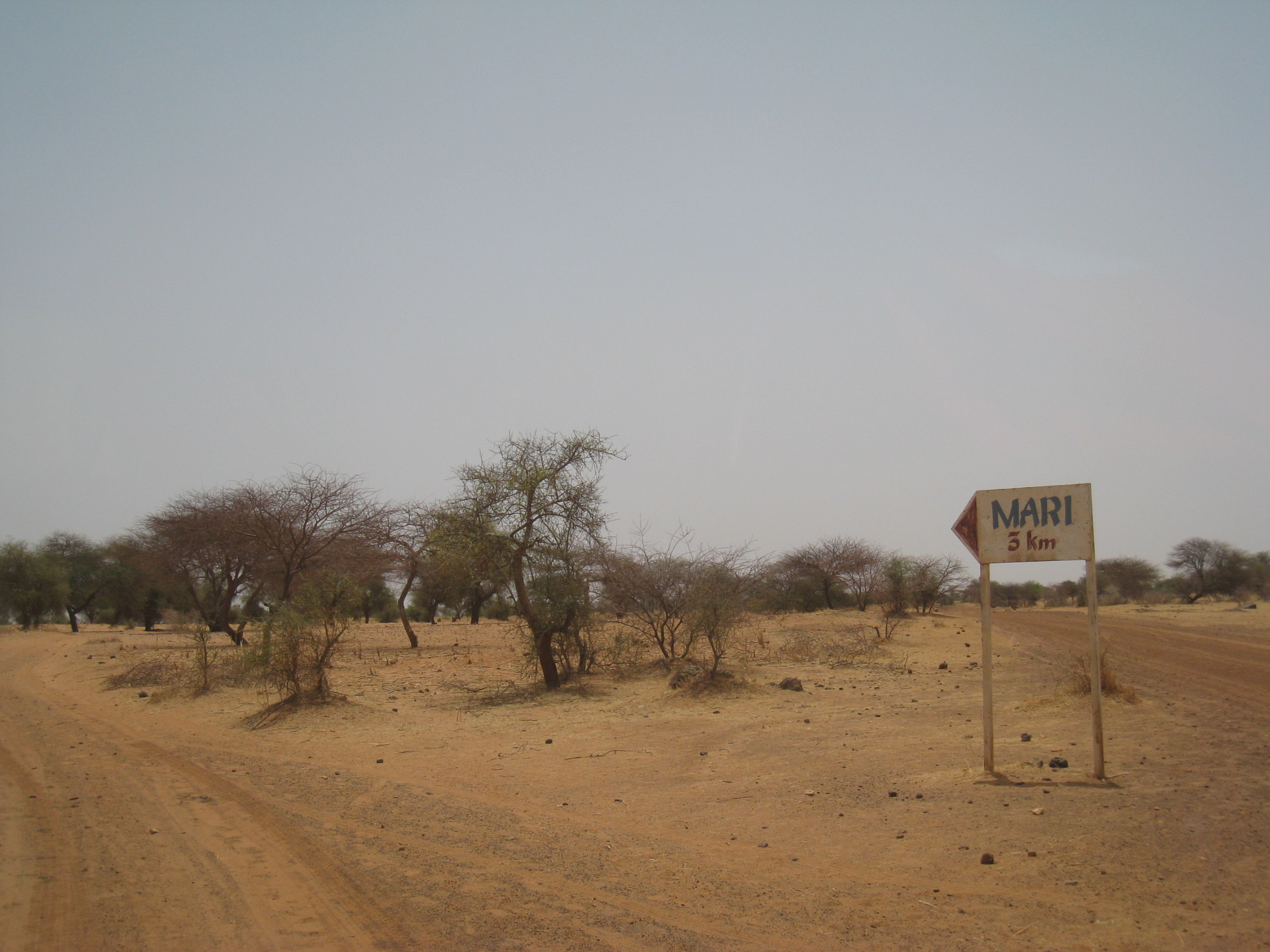
Wegweiser zum im Gemeindegebiet von Tillabéri gelegenen Dorf Mari (2009)

In Tillabéri befindet sich ein ziviler Flughafen mit unbefestigter Start- und Landebahn, der Flughafen Tillabéri (ICAO-Code: DRRL). Nach Niamey im Süden, nach Ayérou im Norden sowie nach Ansongo und Gao in Mali verkehren regelmäßig öffentliche Autobusse. Niamey ist außerdem mit öffentlichen Pirogen über den Fluss erreichbar.

## Partnerstädte
- Juvisy-sur-Orge in Frankreich (seit 1988)[36]
- Thale in Deutschland

## Persönlichkeiten
- Alou Harouna (* 1942), Politiker und Diplomat
- Chaïbou Idrissa (* 1970), Offizier
- Mahamadou Karidio (* 1953), Politiker, Bürgermeister von Tillabéri
- Seini Oumarou (* 1950), Politiker
- Bania Mahamadou Say (1935–2005), Autor